# Wild Energy (album)
Wild Energy is een studioalbum van Ruslana uit 2008. Het album is de Engelstalige versie van het album Amazonka en is gebaseerd op het boek Wild Engery. Lana.

## Afspeellijst
| Nr. | Titel                        | Lengte | Componist(en)                                                   | Samenwerkende gasten |
| --- | ---------------------------- | ------ | --------------------------------------------------------------- | -------------------- |
| 1   | "Wild Energy"                | 4:00   | Mikhail "Music Mike" Mshenskiy, Roman B, A.B & Ruslana          | -                    |
| 2   | "Moon of Dreams"             | 4:15   | Faheem Najm, Mikhail "Music Mike" Mshenskiy, Roman B            | T-Pain               |
| 3   | "New Energy Generation"      | 3:24   | Mikhail "Music Mike" Mshenskiy, Roman B & Ruslana               | -                    |
| 4   | "The Girl That Rules"        | 3:15   | Mikhail "Music Mike" Mshenskiy, Missy Elliot, Roman B & Ruslana | Missy Elliott        |
| 5   | "I'll Follow The Night"      | 4:00   | Mikhail "Music Mike" Mshenskiy, Roman B & Ruslana               | -                    |
| 6   | "Silent Angel"               | 3:20   | Mikhail "Music Mike" Mshenskiy, Roman B                         | -                    |
| 7   | "Dancing In The Sky"         | 3:31   | Mikhail "Music Mike" Mshenskiy, Roman B                         | -                    |
| 8   | "Heaven Never Makes Us Fall" | 3:35   | Mikhail "Music Mike" Mshenskiy, Roman B & Ruslana               | -                    |
| 9   | "Cry It Out"                 | 3:19   | Mikhail "Music Mike" Mshenskiy, Roman B                         | -                    |
| 10  | "Overground"                 | 3:03   | Mikhail "Music Mike" Mshenskiy, Roman B                         | -                    |
| 11  | "Heart on Fire"              | 3:32   | Mikhail "Music Mike" Mshenskiy, Roman B, A.B. & Ruslana         | -                    |
| 12  | "Energy Of Love"             | 3:36   | Mikhail "Music Mike" Mshenskiy, Roman B & Ruslana               | -                    |

## Geschiedenis van uitbrengen
| Regio         | Datum             | Label       | Format                 |
| ------------- | ----------------- | ----------- | ---------------------- |
| Canada        | 2 september 2008  | Warner      | Compact disc, download |
| Polen         | 22 september 2008 | Warner      | Compact disc           |
| Oekraïne      | 10 oktober 2008   | EMI         | Compact disc           |
| Europese Unie | 10 oktober 2008   | Warner, EMI | Compact disc           |
| China         | november 2008     | Warner      | Compact disc           |